# 小坂狷二
小坂 狷二（おさか けんじ、1888年6月28日 - 1969年8月1日）は、日本の鉄道車両工学の専門家、エスペランティスト。日本のエスペラント運動の父とも称される。エスペラント著作ではKenĵi OSSAKAと自署した。 

## 来歴
東京市生まれ。1901年に陸軍幼年学校に入学、士官するものの除隊し、第一高等学校を経て1916年に東京帝国大学工科大学機械工学科を卒業し、鉄道院（後の鉄道省）に就職。客車、貨車の技術者となった。
1906年、二葉亭四迷の『世界語』によりエスペラントを知り、日本エスペラント協会に入会。1907年に横須賀エスペラント会を再建。1911～1916年に謄写版刷りの"Orienta Stelo"を独力で刊行。1919年に浅井恵倫、藤沢親雄らとともに日本エスペラント学会（Japana Esperanto-Instituto）を設立。その後、同学会が日本のエスペラント運動の中心機関となる（なお1926年に同学会は財団法人化）。同学会事務所は東京市の小坂宅におかれ（～1928年）、機関誌"La Revuo Orienta"の編集に1925年までたずさわる。その後、2年間の職業上の欧米滞在を経て、日本にもどってからも精力的にエスペラントの活動に参加する。1938年の第26回日本エスペラント大会で、小坂にちなみ、顕著な活動をしたエスペランチストに贈られる「小坂賞」が設立された。
1938年、鉄道院を退職し、日本車輌製造株式会社に勤務し、晩年は神奈川大学工学部教授を務めた。
1958年、エスペラント・アカデミー会員に推挙された。
1968年、財団法人日本エスペラント学会において会長に任ぜられる。国際的には1958年～1967年に「エスペラント語学院（アカデミーオ・デ・エスペラント）会員であった。

## 親族
- 父親の小坂千尋（1851-1891）は陸軍軍人[2]。
- 妹の竹（1890年生）は関西の大地主・芝川又四郎の妻[3]。
- 妻は美澤進の五女・ミツ（1895年生）であり、その姉・花（美澤進の三女）は参松工業を創業した横山長次郎に嫁いでいる。
- 子に火山学者で東京工業大学名誉教授の小坂丈予（おさかじょうよ、エスペラント単語のĝojo（喜び）に由来）がいる。

## 主な著作

### エスペラント語学書
- 『エスペラント捷径（しょうけい）』- 独習書。
- 『エスペラント講習用書』
- 『エスペラント前置詞略解』
- 『エスペラント前置詞の用法』
- 『エスペラント接続詞の用法』- 雑誌連載をもとに、没後編まれた。

### エスペラント文芸書
- 『エスペラント作詞法』
- 『El Orienta Florbedo』- 日本の詩歌、漢詩などの翻訳と自作詩。
- 『505 Elektitaj Poemoj el Manjoo-Ŝuu』- 万葉集505首の翻訳。

### 工学専門書
- 『客貨車工学』（上巻：1948年、下巻：1950年）
- 『機械設計の要領』（1966年）